# Anatella gibba
Anatella gibba är en tvåvingeart som beskrevs av Johannes Winnertz 1863. Anatella gibba ingår i släktet Anatella och familjen svampmyggor. Arten är reproducerande i Sverige. Inga underarter finns listade i Catalogue of Life.